# دیو بروبک
دیوید وارن "دیو" بروبک (به انگلیسی: David Warren "Dave" Brubeck) ‏ (۶ دسامبر ۱۹۲۰–۵ دسامبر ۲۰۱۲) نوازنده پیانو و آهنگساز آمریکایی موسیقی جاز و رهبر گروه چهار نفری دیو بروبک کورتت بود که پل دزموند، یوجین رایت و جو مورلو دیگر اعضای آن را تشکیل می‌دادند و آهنگ تیک فایو آن‌ها معروف‌ترین و پرفروش‌ترین تک‌آهنگ جاز دنیا به‌شمار می‌رود. او زمانی از سوی کتابخانه کنگره آمریکا «اسطوره زنده» لقب گرفته بود.

## زندگی
دیو بروبک در کانکورد، کالیفرنیا زاده شد. مادرش یک پیانیست علاقه‌مند بود و نخستین معلم پیانو او به‌شمار می‌رفت. او با کسانی همچون دوک الینگتون و الا فیتزجرالد همکاری کرده بود.
«کوارتت دیو بروبک» در سال‌های دهه ۵۰ و ۶۰ از موفقیت تجاری زیادی برخوردار شد و میلیون‌ها آلبوم از آن به فروش رفت.
دیو بروبک بعد از لویی آرمسترانگ دومین هنرمند جاز بود که عکسش روی جلد مجله تایم چاپ شد.
بروبک در طول سال‌های فعالیت حرفه‌ای اش بیش از ۲۵۰ قطعه جاز و قطعاتی نیز برای باله و کارهای ارکسترال نوشت.
دیو بروبک صبح روز چهارشنبه ۵ دسامبر ۲۰۱۲ در ۹۱ سالگی در پی نارسایی قلبی در بیمارستانی در نورواک، کنتیکت درگذشت.